# José Augusto Cezar de Menezes
José Augusto Cezar de Menezes (Itaboraí,  – ) foi um médico brasileiro.
Formado pela Escola Médico-Cirúrgica do Rio de Janeiro. Foi membro fundador da Sociedade de Medicina do Rio de Janeiro, atual Academia Nacional de Medicina.